# Dario Krešić
Dario Krešić, född 11 februari 1984 i Vukovar, Kroatien (dåvarande Jugoslavien), är en kroatisk fotbollsmålvakt som spelar för cypriotiska Omonia. 